# Cable Bowden

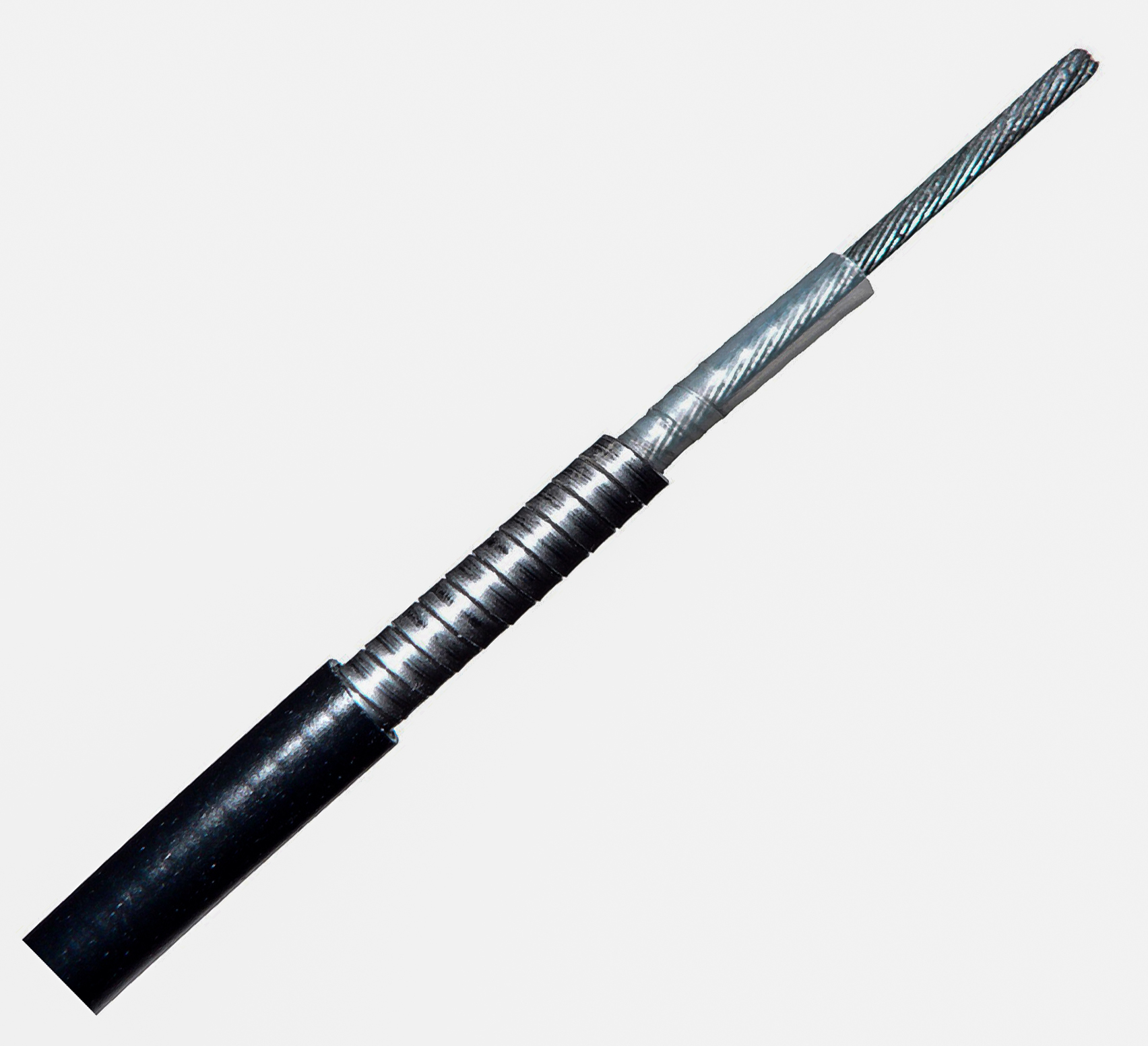
Vista del extremo de un cable Bowden. De izquierda a derecha: funda protectora exterior de material plástico, camisa exterior metálica, camisa interior de plástico anti-fricción, cable interior de acero multi hilo.

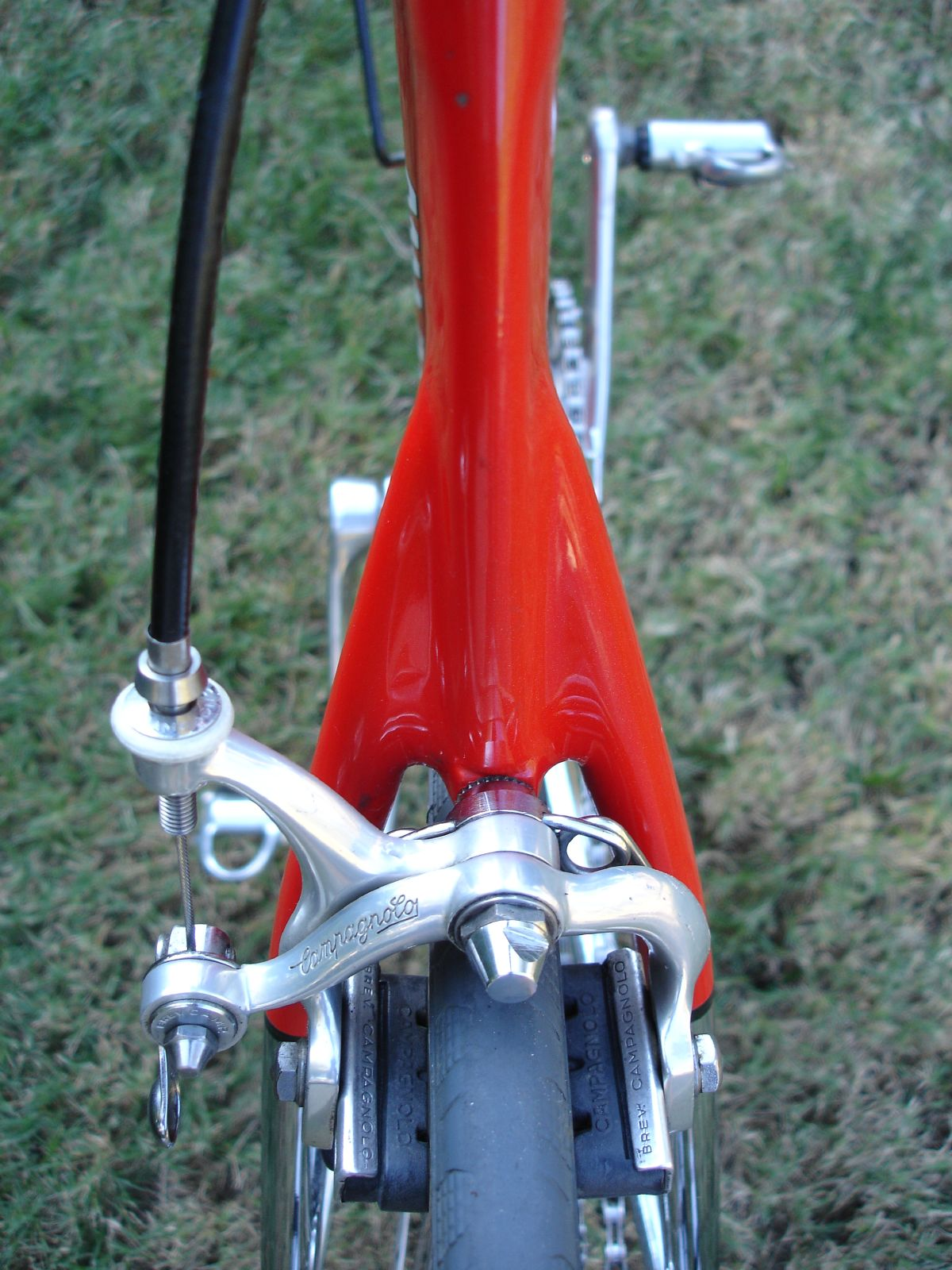
Extremo final de un cable Bowden en el freno trasero de una bicicleta de 1989.

El cable Bowden, guaya, chicote o piola es un tipo de cable mecánico flexible usado para la transmisión mecánica del movimiento por tracción, para ello dispone de un cable flexible interior, que trasmite el movimiento, rodeado de una camisa protectora también flexible, que sirve de punto de apoyo para trasmitir el esfuerzo al extremo final del cable.
El cable Bowden fue inventado a finales del siglo XIX por el ingeniero e inventor británico Frank Bowden, fundador y propietario de Raleigh Bicycle Company.
Los cables Bowden se utilizan en una amplia variedad de aplicaciones, que incluyen:
- Automoción: se utilizan en sistemas de control de automóviles y camiones, como frenos, aceleradores, embrague y palancas de cambios.
- Aviación: se utilizan en sistemas de control de aeronaves, como controles de timón, flaps y elevador.
- Industrial: se utilizan en sistemas de control de maquinaria y equipos, como cintas transportadoras, cabrestantes y grúas.
- Médico: se utilizan en dispositivos médicos, como endoscopios y catéteres.
- Productos de consumo: se utilizan en una variedad de productos de consumo, como bicicletas, equipos de ejercicio y juguetes con control remoto.